# 阿玛拉普拉镇区
阿玛拉普拉镇区，是缅甸曼德勒省阿玛拉普拉县下辖的镇区，为阿玛拉普拉县所辖唯一的镇区。首府位于阿玛拉普拉。

## 历史
原属曼德勒县。2022年4月30日，析置阿玛拉普拉县，下辖原阿玛拉普拉镇区。

## 经济
居民主要从事农业、林业和纺织业，以传统丝织品闻名。